# Silenzio-rigetto
Il silenzio-rigetto è un a tipologia di silenzio amministrativo che si configura nel caso in cui una pubblica amministrazione italiana non si pronunci entro il termine perentorio di 90 giorni a seguito di un ricorso gerarchico.

## Descrizione
Il silenzio-rigetto conferisce al ricorrente la possibilità di adire la sede giurisdizionale entro sessanta giorni dalla formazione del silenzio, in relazione agli stessi motivi dedotti in sede gerarchica. Questo comporta che nel caso in cui fossero stati proposti anche motivi di merito questi non possono essere riproposti in sede giurisdizionale, a meno che tale giudice non sia competente anche nel merito.
L'effetto del silenzio rigetto è essenzialmente processuale e consiste nell'attribuzione al ricorrente della possibilità di scelta tra diverse opzioni: il ricorrente può infatti optare per la proposizione del ricorso giurisdizionale oppure per il ricorso straordinario verso l'originale provvedimento che con il silenzio acquista i caratteri della definitività, che è presupposto per tale tipo di gravame.
Il ricorrente può poi decidere di attendere un eventuale provvedimento tardivo (il che appare la strada migliore laddove fossero state dedotte censure di merito): il ricorrente potrà infatti in tal caso, trascorsi i novanta giorni, mettere in mora l'amministrazione mediante una diffida giudizialmente notificata e di tutelarsi attivando il rito speciale di cui all'art 21-bis della legge T.A.R. n. 1034 del 1971, così come modificata dall'art. 2 della legge 205/2000.
Il procedimento speciale previsto dall'art. 21-bis prevede la camera di consiglio e una decisione in forma semplificata succintamente motivata. In caso di accoglimento del ricorso, il giudice ordina all'amministrazione di provvedere entro un termine non superiore ai trenta giorni.

## La giurisprudenza del Consiglio di Stato
Il Consiglio di Stato, nel suo orientamento più recente, ritiene che il decorso dei 90 giorni non abbia effetti sostanziali ma solo processuali, il che significa che il silenzio rigetto non equivale alla formazione di un provvedimento fittizio di rigetto. Ciò è molto importante, perché esclude che si possa parlare di illegittimità di un eventuale provvedimento di accoglimento tardivo, anzi la decisione tardiva risulta non solo legittima ma anche doverosa e se di accoglimento questa produce l'importante effetto di far cessare la materia del contendere.